# Vozera Vjalikija Sjvaksjty
Vozera Vjalikija Sjvaksjty (vitryska: Возера Вялікія Швакшты) är en sjö i Belarus.   Den ligger i voblasten Vitsebsks voblast, i den norra delen av landet, 130 km nordväst om huvudstaden Minsk. Vozera Vjalikija Sjvaksjty ligger 172 meter över havet. Arean är 8,8 kvadratkilometer. Den sträcker sig 3,9 kilometer i nord-sydlig riktning, och 3,4 kilometer i öst-västlig riktning.